# Джаксън (окръг, Алабама)
Вижте пояснителната страница за други населени места с името Джаксън.
Окръг Джаксън (на английски: Jackson County) е окръг в щата Алабама, Съединени американски щати. Площта му е 2919 km², а населението – 52 579 души (1 април 2020). Административен център е град Скотсбъро.